# Ожиш
О́жиш (пол. Orzysz, нім. Arys) — місто в північно-східній Польщі, над озером Ожиш.
Належить до Піжського повіту Вармінсько-Мазурського воєводства.
Тут розташовано багатонаціональну батальйонну групу розширеної передової присутності НАТО.

## Демографія
Демографічна структура станом на 31 березня 2011 року:
|          | Загалом | Допрацездатний вік | Працездатний вік | Постпрацездатний вік |
| -------- | ------- | ------------------ | ---------------- | -------------------- |
| Чоловіки | 2917    | 593                | 2050             | 274                  |
| Жінки    | 2988    | 582                | 1785             | 621                  |
| Разом    | 5905    | 1175               | 3835             | 895                  |